# Житомирский картонный комбинат
Житомирский картонный комбинат — промышленное предприятие в городе Житомир Житомирской области Украины.

## История

### 1962—1991
Житомирская бумажная фабрика была спроектирована в 1958 году, построена в соответствии с 7-м пятилетним планом развития народного хозяйства СССР в 1959—1962 годы на окраине города и начала работу в 1962 году. Это было первое предприятие целлюлозно-бумажной промышленности на территории СССР, которое специализировалось на стопроцентной переработке макулатуры и первое предприятие целлюлозно-бумажной промышленности СССР, построенное системой потребительской кооперации. Первой продукцией фабрики была обёрточная бумага. Одновременно с фабрикой были построены десять домов для работников предприятия.
Проектная мощность фабрики составляла 15 тыс. тонн продукции в год, количество работников — 150 человек, но позже они были увеличены.
В 1966 году был построен цех по производству бумажных пакетов производственной мощностью 200 млн пакетов в год (причём к 1 Мая, 7 Ноября и Новому Году выпускались праздничные серии пакетов для сыпучих пищевых продуктов)
В 1970 году фабрика освоила производство литой тары (140 тысяч штук бугорчатых прокладок для упаковки яиц в год), в 1975 году был заселён ещё один жилой дом, построенный хозяйственным способом на средства предприятия.
С 1976 года фабрика начала экспорт упаковок для яиц в Болгарию, ГДР, Чехословакию и на Кубу. В 1977 году численность рабочих фабрики составляла 480—500 человек.
Фабрика принимала активное участие в благоустройстве города: так, в 1978 году с участием электриков фабрики была электрифицирована троллейбусная линия до фабричного микрорайона, также на средства фабрики были куплены и подарены городу два троллейбуса для нового маршрута. Перед летней Олимпиадой 1980 года фабрика финансировала расширение моста на Бердичев, а также покупку 20 тыс. розовых кустов, которые были высажены в городе.
В 1989 году было начато строительство ещё одного жилого дома для рабочих предприятия, но в условиях «перестройки» работы шли медленно, и после сооружения котлована под фундамент стройка была остановлена.
В целом, в советское время фабрика входила в число ведущих предприятий города, на её балансе находились жилые дома, заводская столовая, детский сад и иные объекты социальной инфраструктуры.

### После 1991
После провозглашения независимости Украины в условиях разрыва хозяйственных связей и экономического кризиса 1990-х годов положение предприятия осложнилось. Жилые дома были переданы в коммунальную собственность города, столовая была продана (позднее превращена в одно из городских кафе). Однако в это же время были начаты продажи упаковок для яиц в Болгарию и Македонию, и приток валюты позволил сохранить предприятие.
В 1995 году производство на фабрике практически полностью остановилось, в начале 2005 года начался её ремонт и возобновление производства. Первой продукцией стали картонные упаковки для яиц. В этом же 2005 году предприятие было перерегистрировано как ООО «Житомирский картонный комбинат».
В августе 2006 года Житомирская бумажная фабрика была признана банкротом и началась процедура её ликвидации, однако к этому времени её основные активы были уже переданы в ООО «ЖКК».
По состоянию на начало 2008 года комбинат входил в число крупнейших действующих предприятий города.
В дальнейшем, предприятие полностью отказалось от использования в технологических процессах природного газа и перешло на сжигание древесных опилок (отходов производства местных предприятий деревообрабатывающей промышленности), что позволило снизить издержки.
18 сентября 2018 года на складе комбината начался пожар, в тушении которого принимали участие 11 единиц техники и 63 человека пожарной службы. В результате были повреждены три единицы оборудования цеха литой тары и предприятие понесло серьёзные убытки.

## Деятельность
В составе предприятия — три цеха: бумажный, пакетный и цех литой тары (выпускающий упаковки для яиц). Основной продукцией предприятия являются картон, бумага для гофрирования, а также гофрокартон и изделия из него.
Комбинат является крупнейшим производителем бугорчатой прокладки для упаковки яиц на территории Украины.